# Richardia infestans
Richardia infestans är en tvåvingeart som först beskrevs av Günther Enderlein 1912.  Richardia infestans ingår i släktet Richardia och familjen Richardiidae. Inga underarter finns listade i Catalogue of Life.